# Trotylbanden
Trotylbanden (eller Trotyldrengene)
var en gruppe venstreorienterede unge, hvis eksistens kom offentligheden til kende i 1969. Trotylbanden havde blandt andet stjålet trotyl til militante aktioner.
Den 1. oktober 1969 kunne Berlingske Tidende afsløre, at et samarbejde mellem PET og FE havde ført til en succesfuld anholdelse af stærkt venstreorienterede unge, der havde stjålet cirka 5 kilo trotyl fra et militærdepot.
Planen var tilsyneladende at detonere det farlige sprængstof på et militæranlæg eller et industrianlæg med produktion af militært materiel.
Medierne døbte hurtigt sagen for "Trotyl-sagen", og de unge blev omtalt som Trotylbanden.
Deres baggrund var trotskistisk, og de var alle medlem af Socialistisk Ungdoms Forum.
I marts 1970 faldt der dom. Af de i alt syv sigtede venstreorienterede endte de fem med at blive dømt, mens to blev frikendt.
De fem blev dog kun dømt for tyveri og våbenbesiddelse.
Blandt de dømte var senere chef for TV2 Øst journalisten Peter Kramer.
Tidligere, i 1965, var der en anden trotskistisk bombesag: Randersbomben.